# ザ・対決!
『ザ・対決!』（ザ・たいけつ）は、1985年4月13日から同年9月28日までフジテレビ系列局（テレビ山口とテレビ大分と鹿児島テレビを除く）で放送されていたフジテレビとキネマ東京共同製作のクイズ番組である。放送時間は毎週土曜 19:00 - 19:54 （日本標準時）。

## 概要
元は『火曜ワイドスペシャル』の一企画で、視聴率の好調などを受けて同年にレギュラー化された。前番組『ザ!地球どんぶり』が終わった分の穴を埋める役割も担っていた。オープニングの口上は「勘と推理で大予想、ザ・対決!」。
解答者は芸能人4人で、彼らが何らかの競技で対決している一般人のVTRを見てどちらが勝つのかを予想し、2択で解答。正解すれば解答者が乗っているゴンドラ状のシートが1段階ずつ上がっていくが、不正解だった場合にはシートが1段下がり、さらにドクロのマークが付く。これが4つ付いた解答者は失格になり、乗っているシートとともに退場させられる。
シートの段数が高かった解答者は「大予想チャンピオン」に認定され、トップ賞として「雷神」を貰うか「風神」を貰うかを選ぶゲームに挑戦できる。中身はどちらか1つが豪華賞品で、もう1つが粗品だった。
番組は半年で同タイトルでの放送を終了。『本気でライバル』と題してリニューアルし、金曜19:00枠へ移動した。

## 出演者

### 司会
- 土居まさる
- 松居直美
- 三笑亭夢之助
- 増田けい子（後の増田惠子）

### 解答者
- 斉藤ゆう子（後の斉藤祐子）
- 汀夏子
- 大屋政子
- 板東英二
- 桂朝丸（後の2代目桂ざこば）
- 西川のりお
- ほか

## 補足
- 土居が土曜19時枠の番組の司会になったのは、『クイズ・キングにまかせろ!』（1970年1月 - 3月）と、その次番組『SOSドキドキクイズ』（1970年4月 - 9月）以来14年半ぶりにして最後だが、いずれも短期間しか続かなかった。
- 解答者席がゴンドラ状になったのは第2回のスペシャル回からで、第1回では間違えると解答者席が60度後ろを向き、正解すると60度前を向く演出があった。したがって、この回では3問間違えた解答者は180度、つまり背中向け状態にさせられた。
- ファンファーレなどのBGMには、この番組以前に同系列局で放送されていた『とんでも戦士ムテキング』の音楽（作曲：はやし・こば）を使用していた。